# Scary Monsters (and Super Creeps)
Albums de David Bowie
Lodger
(1979) The Best of Bowie
(1980)
Singles
1. Ashes to Ashes
Sortie : août 1980
2. Fashion
Sortie : 12 septembre 1980
3. Scary Monsters
Sortie : 2 janvier 1981
4. Up the Hill Backwards
Sortie : mars 1981

Scary Monsters (and Super Creeps) est le quatorzième album studio de David Bowie. Il est sorti le 12 septembre 1980 sur le label RCA et a été produit par David Bowie et Tony Visconti.

## Historique
L'album se situe dans la carrière de David Bowie après la trilogie berlinoise (Low, “Heroes” et Lodger) dont il recèle encore des réminiscences soniques notamment dans les chorus de guitare et le mixage d'ensemble. Il contient notamment la chanson Ashes to Ashes, également éditée en single et qui fut illustrée par un clip surfant sur la vague néo-romantique alors en vogue au Royaume-Uni, David Bowie apparaissant dans la vidéo déguisé en Pierrot, dans un costume créé par Natasha Korniloff. L'autre gros succès de l'album, tiré en simple est Fashion, préfigurant l'option funk de Let's Dance.
Il s'agit du dernier album enregistré par Bowie avec la section rythmique qui l'accompagne depuis Station to Station (1976) : Carlos Alomar à la guitare, George Murray à la basse et Dennis Davis à la batterie. C'est également le dernier album de Bowie produit avec Tony Visconti jusqu'à Heathen (2002). Parmi les musiciens invités sur l'album, on retrouve pour la deuxième fois depuis "Heroes" le guitariste Robert Fripp, ainsi que Pete Townshend sur Because You're Young.
Cet album, critiqué positivement lors de sa sortie vient en quelque sorte clore les très riches années 1970 de David Bowie, la chanson Ashes to Ashes faisant référence au Major Tom du premier succès de Bowie, Space Oddity (1969).

## Titres

### Album original
Toutes les chansons sont écrites et composées par David Bowie, sauf indication contraire.
| 1. | It's No Game (No. 1)  |  | 4:15 |
| 2. | Up the Hill Backwards |  | 3:13 |
| 3. | Scary Monsters        |  | 5:10 |
| 4. | Ashes to Ashes        |  | 4:23 |
| 5. | Fashion               |  | 4:46 |

| 6.  | Teenage Wildlife     |              | 6:51 |
| 7.  | Scream Like a Baby   |              | 3:35 |
| 8.  | Kingdom Come         | Tom Verlaine | 3:42 |
| 9.  | Because You're Young |              | 4:51 |
| 10. | It's No Game (No. 2) |              | 4:22 |

### Rééditions
En 1992, Scary Monsters (and Super Creeps) a été réédité au format CD par Rykodisc/EMI avec quatre chansons supplémentaires.
| 11. | Space Oddity (version acoustique enregistrée en 1979, parue en face B du single Alabama Song en 1980) |                            | 4:47 |
| 12. | Panic in Detroit (version réenregistrée en 1979, inédite)                                             |                            | 3:00 |
| 13. | Crystal Japan (instrumental sorti uniquement en single au Japon en 1979)                              |                            | 3:08 |
| 14. | Alabama Song (single sorti en février 1980)                                                           | Bertolt Brecht, Kurt Weill | 3:51 |

## Musiciens
- David Bowie : chant, claviers, chœurs
- Carlos Alomar : guitares
- Robert Fripp : guitare (1, 2, 3, 5, 6, 8)
- Tony Visconti : guitare acoustique (2, 3), chœurs
- Pete Townshend : guitare (9)
- Chuck Hammer : guitare-synthétiseur (4, 6)
- George Murray : basse
- Roy Bittan : piano (2, 4, 6)
- Andy Clark : synthétiseur (4, 5, 7, 9)
- Dennis Davis : batterie
- Lynn Maitland, Chris Porter : chœurs
- Michi Hirota : voix (1)

## Classements
Classements hebdomadaires albums
| Classement (1980-81)          | Meilleure place |
| ----------------------------- | --------------- |
| Royaume-Uni (UK Albums Chart) | 1               |
| France (SNEP)                 | 1               |
| Allemagne (Media Control AG)  | 8               |
| États-Unis (Billboard 200)    | 12              |
| Autriche (Ö3 Austria Top 40)  | 20              |
| Pays-Bas (Mega Album Top 100) | 3               |
| Suède (Sverigetopplistan)     | 4               |
| Norvège (VG-lista)            | 3               |
| Nouvelle-Zélande (RIANZ)      | 1               |
| Suisse (Schweizer Hitparade)  | 15              |

| Classement (2016)             | Meilleure place |
| ----------------------------- | --------------- |
| Royaume-Uni (UK Albums Chart) | 36              |
| France (SNEP)                 | 65              |
| Suisse (Schweizer Hitparade)  | 75              |
| Autriche (Ö3 Austria Top 40)  | 49              |
| Italie (FIMI)                 | 81              |

Classements Singles
| Année       | Single                | Chart               | Durée du classement | Position |
| ----------- | --------------------- | ------------------- | ------------------- | -------- |
| 1980 - 1981 | Ashes to Ashes        | UK Singles Chart    | 10 semaines         | 1er      |
| 1980 - 1981 | Ashes to Ashes        | Single Top 100      | 21 semaines         | 9e       |
| 1980 - 1981 | Ashes to Ashes        | Ö3 Austria Top 40   | 6 semaines          | 6e       |
| 1980 - 1981 | Ashes to Ashes        | (V) Ultratop        | 6 semaines          | 15e      |
| 1980 - 1981 | Ashes to Ashes        | RPM Top Singles     | 4 semaines          | 35e      |
| 1980 - 1981 | Ashes to Ashes        | Top 100             | 25 semaines         | 1er      |
| 1980 - 1981 | Ashes to Ashes        | VG-lista            | 21 semaines         | 3e       |
| 1980 - 1981 | Ashes to Ashes        | RMNZ Singles Top40  | 16 semaines         | 6e       |
| 1980 - 1981 | Ashes to Ashes        | Mega Top 50         | 9 semaines          | 15e      |
| 1980 - 1981 | Ashes to Ashes        | Sverigetopplistan   | 5 semaines          | 6e       |
| 1980 - 1981 | Ashes to Ashes        | Schweizer Hitparade | 7 semaines          | 11e      |
| 1980 - 1981 | Fashion               | Hot 100             | 9 semaines          | 70e      |
| 1980 - 1981 | Fashion               | UK Singles Chart    | 12 semaines         | 5e       |
| 1980 - 1981 | Fashion               | Single Top 100      | 15 semaines         | 34e      |
| 1980 - 1981 | Fashion               | Top 100             | 5 semaines          | 38e      |
| 1980 - 1981 | Fashion               | VG-lista            | 7 semaines          | 9e       |
| 1980 - 1981 | Fashion               | Singles Top40       | 16 semaines         | 22e      |
| 1980 - 1981 | Fashion               | Sverigetopplistan   | 4 semaines          | 7e       |
| 1981        | Scary Monsters        | UK Singles Chart    | 6 semaines          | 20e      |
| 1981        | Up the Hill Backwards | UK Singles Chart    | 6 semaines          | 32e      |

## Certifications
| Pays        | Certification | Ventes    | Date       |
| ----------- | ------------- | --------- | ---------- |
| Canada      | Platine       | 100 000 + | 01/04/1981 |
| France      | Or            | 100 000 + | 1980       |
| Royaume-Uni | Platine       | 300 000 + | 12/06/1981 |